# Astroscleridae
Astroscleridae é uma família de esponjas marinhas da ordem Agelasida.

## Gêneros
- Astrosclera Lister, 1900
- Ceratoporella Hickson, 1911
- Goreauiella Hartman, 1969
- Hispidopetra Hartman, 1969
- Stromatospongia Hartman, 1969